# Списак зликоваца серије Доктор Ху
Ово је списак зликоваца из дугогодишње британске научнофантастичне телевизијске серије Доктор Ху. За друге, сродне спискове, погледајте испод.
| Зликовац                                           | Појављивања                                                                                   | Белешка |
| -------------------------------------------------- | --------------------------------------------------------------------------------------------- | --- |
| Хелен А                                            | Извидница среће                                                                               | |
| Акатен                                             | Прстенови Акатена                                                                             | |
| Алаја                                              | Гладна Земља (1. део)/Хладна крв (2. део)                                                     | Силуријанци. |
| Анимус                                             | Планета мрежа                                                                                 | |
| Ашад                                               | - Лов Виле Диудати - Успеће Киберљуди/Безвременска деца - Моћ Доктора                         | |
| Ашилдр                                             | Суочење са Гавраном                                                                           | Потписан у епизоди као "Ашилд", иако канонски назван "Ја". Ја је првенствено у савезу са Доктором у његовим другим појављивањима, иако делује као мекани антагониста у Суочењу са Гавраном, помажући у плану Господара времена. Покајена, она се враћа савезнику до краја епизоде. |
| Аксос                                              | Канџе Аксоса                                                                                  | |
| Азал                                               | Демоњани                                                                                      | |
| Азаксир                                            | Чудовиште из Пеладона                                                                         | |
| Лорд Азлок                                         | Земља снова                                                                                   | Вођа Вајпрока. |
| Азур                                               | 13. серијал                                                                                   | |
| Данијел Бартон                                     | Спајфал (1. део) / Спајфал (2. део)                                                           | |
| Звер                                               | Немогућа планета (1. део) / Сотонина јама (2. део)                                            | |
| Мип Бип                                            |                                                                                               | Појавио се у стрипу Недељник Доктора Хуа. |
| Бенет                                              | Спас                                                                                          | |
| Црни Чувар                                         | - Чинилац Армагедона - Модрин бесмртни - Терминус - Просветљење                               | |
| Маргарет Блејн / Слитинка Блон Фел-Фоч Пасамир-Деј | - Ванземаљци из Лондона (1. део) / Моћ троје (2. део) - Град праска                           | Једна Слитинка. |
| Борад                                              | Временски сплет                                                                               | |
| Боруса                                             | - Смртоносни убица - Најезда времена - Лук бесконачности - Пет Доктора                        | |
| Росана Калвијери                                   | Вампири из Венеције                                                                           | Претпостављено име Сестра воде. |
| Тарен Капел                                        | Роботи смрти                                                                                  | |
| Малтрон Касп                                       | Нова Земља                                                                                    | |
| Макс Каприкон                                      | Путовање проклетих                                                                            | |
| Леди КАсандра                                      | - Крај света - Нова Земља                                                                     | |
| Мавик Чен                                          | Велики план Далека                                                                            | |
| Суки Ченг                                          | Праксеј                                                                                       | |
| Наредник Кертејкер                                 | Рајски торњи                                                                                  | |
| Господин Клевер / Киберијац                        | Кошмар у сребрном                                                                             | Раздвојена личност Доктора након што су га Киберљуди делимично 'надоградили'. |
| Зулумћар                                           | Ознаке Сунца                                                                                  | |
| Генерал Коб                                        | Докторова ћерка                                                                               | |
| Џорџ Канли                                         | Црна орхидеја                                                                                 | |
| Створење                                           | Божји комплекс                                                                                | Неименовани ванземаљац налик Минотауру који се у епизоди наводи као 'Створење'. |
| Покварењак                                         | Скривање                                                                                      | |
| Даврос                                             |                                                                                               | Творац Далека. |
| Господар снова                                     | Ејмин избор                                                                                   | Привид створен психичким поленом. |
| Чарли Дафи                                         | Керблам!                                                                                      | |
| Елдрад                                             | Рука страха                                                                                   | |
| Фендал                                             | слика Фендала                                                                                 | |
| Фенрик                                             | Проклетство Фенрика                                                                           | |
| Фигура                                             | Слушај                                                                                        | Невиђено, неименовано створење, потписано у епизоди као 'Фигура'. Епизода је двосмислена у погледу тога да ли Фигура заиста постоји. |
| Господин Финч                                      | Школски сусрет                                                                                | Лажни идентитет Крилитанца. |
| Флоренс финеган                                    | Смит и Џоунсова                                                                               | Лажни идентитет Плазмавора |
| Краљ Рибар                                         | Под језером (1. део) / Пре потопа                                                             | |
| Пророк                                             | Мумија у Оријент експресу                                                                     | |
| Госпођа Фостер / Матрон Кофелија                   | Ортаци у злочину Матрона од Масноћа.                                                          | |
| Гат                                                | Бегунац из Џадуна                                                                             | |
| Винифрад Гилифлауер                                | Гримизни ужас                                                                                 | |
| Боговир Рангарока                                  | Највећа представа у галаксији                                                                 | |
| Пречасни Голитли                                   | Једнорог и оса                                                                                | Лажни идентитет Веспиформа |
| Велика змија                                       | - Једном давно - Преживели Флукса - Победници                                                 | |
| Гравис                                             | Фронтови                                                                                      | |
| Грејл                                              | Анђели освајају Менхетн                                                                       | Зулумћар Уплаканих Анђела |
| Велика интелигенција                               |                                                                                               | |
| Гроф Грендал од Грахта                             | Андроиди са Таре                                                                              | |
| Револвераши                                        | Град звани Милост                                                                             | |
| Човек са пола лица                                 | Удани дубоко                                                                                  | |
| Господин Халпен                                    | Планета Ода                                                                                   | |
| Ивон Хартман                                       | Војска духова (1. део) / Судњи дан (2. део)                                                   | Директор института "Торчвуд". |
| Хоторно                                            | Звер испод                                                                                    | Творац и вођа Смехуљака и Луталица. |
| Хедер                                              | Пилот                                                                                         | Древно уље у облику студента, доказано бенигни. Поново се појавио као савезник у Докторовом паду. |
| Кућа                                               | Докторова супруга                                                                             | Древни астероид. |
| Краљ Хидрофакс                                     | Супрузи Ривер Сонг                                                                            | |
| Иракса                                             | Царица Марса                                                                                  | Царица Ледених ратника. |
| Џаграфес                                           | Дуга игра                                                                                     | |
| Шараз Џек                                          | Пећине Андронзанија                                                                           | |
| Кал                                                | Ванземаљско дете                                                                              | |
| Мадам Карабраксос                                  | Временск пљачка                                                                               | |
| Лорд Кив                                           | Умни след                                                                                     | |
| Мадам Коваријан                                    | - Добар човек иде у рат - Свадба Ривер Сонг                                                   | У савезу са безглавим монасима у Добар човек иде у рат. |
| Краско                                             | Роза                                                                                          | |
| Крагнон                                            | Рајски торњи                                                                                  | |
| Домар                                              | Куц куц                                                                                       | |
| Професор Лазарус                                   | Лазарусов оглед                                                                               | |
| Леандро                                            | Жена која је живела (2. део)                                                                  | |
| Џон Лумиц                                          | Успон Киберљуди (1. део) / Челично доба (2. део)                                              | |
| Малус                                              | Буђење                                                                                        | |
| Мара                                               |                                                                                               | |
| Господар                                           |                                                                                               | |
| Mасноћа / Виктор Кенеди                            | Љубав и чудовишта                                                                             | |
| Леди Астра                                         | Створење из јаме                                                                              | |
| Модрин                                             | Модрин бесмртни                                                                               | |
| Меглос                                             | Меглос                                                                                        | |
| Монарх                                             | Четворо за судњи дан                                                                          | |
| Монах                                              | Временски умешач Велики план Далека                                                           | Монах се неколико пута појављивао у аудио причама које је продуцирао "Big Finish", а ту су улогу у различитим временима играли Грејем Гарден, Руфус Хаунд и Џема Вилан. Други глумци су преузели улогу када је монах прерушен. Редослед инкарнација монаха намерно је остављен нејасан током њиховог појављивања, а лик који указује да је мешање у време тако често преписало њихово постојање да чак ни они не знају у ком поретку постоје. |
| Морбијус                                           | Мозак Морбијуса                                                                               | |
| Моргејн                                            | Бојно поље                                                                                    | |
| Моргус                                             | Пећине Андронзанија                                                                           | |
| Нестенска свест                                    | Роуз                                                                                          | Творац Отонаца |
| Один                                               | Девојка која је умрла (1. део)                                                                | Вођа блата, представљајући се као нордијски бог Один. |
| Омега                                              |                                                                                               | |
| Пангол                                             | Кошница за слободу                                                                            | |
| Болесник нула                                      | Једанаести час                                                                                | |
| Царица Ракноса                                     | Одбегла невеста                                                                               | Царица Ракноса. |
| Ракаја                                             | Да ли ме чујеш?                                                                               | |
| Рани                                               |                                                                                               | |
| Расилон                                            |                                                                                               | |
| Гаган Расмусен                                     | Нема спавања                                                                                  | Лажни Пескаров идентитет. |
| Рестак                                             | Хладна крв (2. део)                                                                           | Силуријанац Рестак се не појављује у „Гладној земљи (1. део)“, првој епизоди дводелне приче чија је антагонисткиња била његова сестра Алаја. |
| Џек Робертсон                                      | - Аракниди у Великој Британији - Револуција Далека                                            | |
| Сабат                                              |                                                                                               | |
| Скарот / Гроф Скарлиони                            | Град смрти                                                                                    | Последњи од Џагарота. |
| Шериф од нотингема                                 | Робот из Шервуда                                                                              | |
| Сил                                                |                                                                                               | |
| Сирена                                             | Проклетство црне тачке                                                                        | На крају доказано бенигни, али виртуелни Доктор за свемирски брод. |
| Скагра                                             | Шада                                                                                          | |
| Велики маршал Скалдак                              | Хладни рат                                                                                    | Ледени ратник. |
| Слитинка Џокраста Фел-Фоч Пасамир-Деј              | Ванземљаци из Лондона (1. део) / Трећи светски рат (2. део)                                   | Једна Слитинка. |
| Сенка                                              | Чинилац армагедона                                                                            | |
| Краљица скитра                                     | Ноћ ужаса Николе Тесле                                                                        | |
| солдид                                             | Нимонови рогови                                                                               | |
| Соломон                                            | Диносауруси на свемирском броду                                                               | |
| Генерал Стал                                       | Сонтараначка варка (1. део) / Отровно небо (2. део)                                           | Сонтараначки генерал. |
| Генерал Старк                                      | Земља снова                                                                                   | Пребацује верност и стаје на страну Доктора од краја 4. епизоде. |
| Стигрон                                            | Најезда андроида                                                                              | |
| Лорд Сатклиф                                       | Танак лед                                                                                     | |
| Сворм                                              | 13. серијал                                                                                   | |
| Господин Свит                                      | Гримизни ужас                                                                                 | |
| Тектеун / Осок                                     | - Безвременска деца - Једном давно - Преживели Флукса                                         | |
| Временски црв                                      |                                                                                               | Понављајући негативац из огранак романа Нових невиних пустоловина. |
| Творац играчака                                    | Небески творац играчака Кикот                                                                 | |
| Шаљивџија                                          | - Искушење Саре Џејн - Удаја Саре Џејн                                                        | - Вођа Шаљивџијине бригаде |
| Професор Трист                                     | кошмар из Деена                                                                               | |
| Цим-Ша / Тим Шо                                    | - Жена која је пала на Земљу - Битка на Раснов Ал Колосу                                      | |
| Долин                                              |                                                                                               | |
| Тобијас Вон                                        | Најезда                                                                                       | |
| Вео                                                | Послато из раја                                                                               | Неименована творевина Докторовог бројчаника за исповест, израђена да изазове признања од Доктора. Потписан у епизоди као "Вео". |
| Водник                                             | Ратне игре                                                                                    | |
| Ратни господар                                     | Ратне игре                                                                                    | |
| Венг-Ћанг / Магнус Грил                            | - Телевизија: Талони Венг-Ћанга - Роман: Сенке Венг-Ћанга - Аудио драма: Касапин из Бризбејна | |
| Жица                                               | Идиотов фењер                                                                                 | |
| РОАМ                                               | Ратни стројеви                                                                                | |
| Краљица Ксанксија                                  | Гусарска планета                                                                              | |
| Професор Заров                                     | Подводна претња                                                                               | |
| Зелин                                              | Да ли ме чујеш?                                                                               | |